# Karin Ek
För musikpedagogen med samma namn, se Karin Ek (musiklärare).
Karin Valborg Ek, född Lindblad 17 juni 1885 i Hedvig Eleonora församling, Stockholm, död 1 oktober 1926 i Göteborgs Vasa församling, var en svensk författare. 

## Biografi
Karin Ek var dotter till läkaren Anders Lindblad och Florence Weaving och växte upp i Stockholm. Hon bedrev seminariestudier på Anna Sandströms högre lärarinneseminarium i Stockholm tillsammans med Harriet Löwenhjelm och Elsa Björkman. Efter en kort tid som ämneslärare gifte hon sig 1909 med litteraturhistorikern Sverker Ek. Hon fick fem barn, bland andra skådespelaren Anders Ek och förlagsredaktören Birgitta Ek. Karin Ek är begraven på Östra kyrkogården i Göteborg.

### Skönlitteratur
- Dikter. Stockholm. 1904. Libris 2992928. http://urn.kb.se/resolve?urn=urn:nbn:se:kb:eod-2992928
- Den kostbara hvilan : dikter. Stockholm: Norstedt. 1914. Libris 1632761. http://hdl.handle.net/2077/52087
- Gränsen : en historia. Stockholm: Norstedt. 1918. Libris 1450699. http://hdl.handle.net/2077/52106
  -  Gränsen : en historia / [bearbetning: Anne Brügge]. [Delsbo]: Valborg. 2016. Libris 19733110. ISBN 9789163918094
- Idyll och elegi : [dikter]. Stockholm: Bonnier. 1922. Libris 674231. http://hdl.handle.net/2077/52111
- Död och liv : [dikter]. Stockholm: Bonnier. 1925. Libris 12350. http://hdl.handle.net/2077/51937

#### Urval
- Snart djupnar ljusa kvällen till violblå natt / [urval och omslag: Peter Björkman]. Katrineholm: Daisy. 1994. Libris 7795055. ISBN 91-971713-4-4

### Varia
- Fredmansgestalten : en studie. Stockholm: Norstedt. 1915. Libris 11575. http://hdl.handle.net/2077/52112

### Redaktörskap
- Ur svenska dikten : antologi. 1-3 / utgiven av Karin Ek. Stockholm: Bonnier. 1921. Libris 1318847